# 龍嘴雪冰魚
龍嘴雪冰魚，為輻鰭魚綱鱸形目南極魚亞目鱷冰魚科的其中一種，分布於南冰洋海域，棲息深度200-800公尺，體長可達38公分，生活在大陸棚，為底棲性魚類，屬肉食性，以磷蝦及魚類為食。

## 擴展閱讀
維基物種上的相關：龍嘴雪冰魚